# Seznam dílů seriálu Nemocnice Chicago Hope
Toto je seznam dílů seriálu Nemocnice Chicago Hope.

## Přehled řad
| Řada | Díly | Premiéra v USA | Premiéra v USA  | Premiéra v ČR      | Premiéra v ČR      |
| Řada | Díly | První díl      | Poslední díl    | První díl          | Poslední díl       |
| ---- | ---- | -------------- | --------------- | ------------------ | ------------------ |
| 1    | 22   | 18. září 1994  | 22. května 1995 | 2. května 1995     | 13. července 1995  |
| 2    | 23   | 18. září 1995  | 20. května 1996 | 27. února 1996     | 22. července 1996  |
| 3    | 26   | 16. září 1996  | 19. května 1997 | 31. srpna 1998     | 1. března 1999     |
| 4    | 24   | 1. října 1997  | 13. května 1998 | 3. září 2000       | 29. listopadu 2000 |
| 5    | 24   | 30. září 1998  | 19. května 1999 | 30. listopadu 2000 | 11. ledna 2001     |
| 6    | 22   | 23. září 1999  | 4. května 2000  | 1. června 2005     | 30. června 2005    |

## Seznam dílů

### První řada (1994–1995)
| Č. v seriálu | Č. v řadě | Původní název               | Český název | Režie            | Scénář | Premiéra v USA     | Premiéra v ČR     |
| ------------ | --------- | --------------------------- | ----------- | ---------------- | --- | ------------------ | ----------------- |
| 1            | 1         | Pilot                       |             | Michael Pressman | David E. Kelley                                                                                               | 18. září 1994      | 2. května 1995    |
| 2            | 2         | Over the Rainbow            |             | Michael Dinner   | David E. Kelley                                                                                               | 22. září 1994      | 4. května 1995    |
| 3            | 3         | Food Chains                 |             | Jeremy Kagan     | David E. Kelley                                                                                               | 29. září 1994      | 9. května 1995    |
| 4            | 4         | With the Greatest of Ease   |             | James Frawley    | David E. Kelley                                                                                               | 6. října 1994      | 11. května 1995   |
| 5            | 5         | You Gotta Have Heart        |             | Tim Hunter       | Michael Braverman                                                                                             | 13. října 1994     | 16. května 1995   |
| 6            | 6         | Shutt Down                  |             | Steve Miner      | námět: Michael Nankin a Michael Braverman scénář: Michael Braverman                                           | 20. října 1994     | 18. května 1995   |
| 7            | 7         | Genevieve and Fat Boy       |             | Oz Scott         | Michael Nankin a Dennis Cooper                                                                                | 3. listopadu 1994  | 23. května 1995   |
| 8            | 8         | Death Be Proud              |             | Michael Schultz  | Dennis Cooper                                                                                                 | 10. listopadu 1994 | 25. května 1995   |
| 9            | 9         | Heartbreak                  |             | Bill D'Elia      | Michael Nankin                                                                                                | 1. ledna 1995      | 30. května 1995   |
| 10           | 10        | The Quarantine              |             | Thomas Schlamme  | David E. Kelley                                                                                               | 2. ledna 1995      | 1. června 1995    |
| 11           | 11        | Love and Hope               |             | Michael Dinner   | David E. Kelley                                                                                               | 9. ledna 1995      | 6. června 1995    |
| 12           | 12        | Great White Hope            |             | Claudia Weill    | John Tinker                                                                                                   | 16. ledna 1995     | 8. června 1995    |
| 13           | 13        | Small Sacrifices            |             | David Hugh Jones | David E. Kelley                                                                                               | 23. ledna 1995     | 13. června 1995   |
| 14           | 14        | Cutting Edges               |             | Mark Tinker      | David E. Kelley, Dennis Cooper a Toni Graphia                                                                 | 6. února 1995      | 15. června 1995   |
| 15           | 15        | Life Support                |             | Lou Antonio      | námět: John Tinker scénář: John Tinker a David E. Kelley                                                      | 13. února 1995     | 20. června 1995   |
| 16           | 16        | Freeze Outs                 |             | Dennis Dugan     | David E. Kelley a Dennis Cooper                                                                               | 20. února 1995     | 22. června 1995   |
| 17           | 17        | Growth Pains                |             | Thomas Schlamme  | David E. Kelley                                                                                               | 27. února 1995     | 27. června 1995   |
| 18           | 18        | Informed Consent            |             | Bill D'Elia      | námět: Kim Newton a David E. Kelley scénář: John Tinker, Dennis Cooper a David E. Kelley                      | 13. března 1995    | 29. června 1995   |
| 19           | 19        | Internal Affairs            |             | Michael Dinner   | námět: Wayne W. Grady a David E. Kelley scénář: David E. Kelley                                               | 20. března 1995    | 4. července 1995  |
| 20           | 20        | The Virus                   |             | James C. Hart    | námět: Thomas M. Heric, Gareth Wootton a David E. Kelley scénář: John Tinker, Dennis Cooper a David E. Kelley | 8. května 1995     | 6. července 1995  |
| 21           | 21        | Full Moon                   |             | James Frawley    | David E. Kelley a Dennis Cooper                                                                               | 15. května 1995    | 11. července 1995 |
| 22           | 22        | Songs from the Cuckoo Birds |             | Michael Dinner   | David E. Kelley                                                                                               | 22. května 1995    | 13. července 1995 |

### Druhá řada (1995–1996)
| Č. v seriálu | Č. v řadě | Původní název                | Český název | Režie              | Scénář                                                   | Premiéra v USA     | Premiéra v ČR     |
| ------------ | --------- | ---------------------------- | ----------- | ------------------ | -------------------------------------------------------- | ------------------ | ----------------- |
| 23           | 1         | Hello Goodbye                |             | Michael Dinner     | David E. Kelley                                          | 18. září 1995      | 27. února 1996    |
| 24           | 2         | Rise from the Dead           |             | Donald Petrie      | John Tinker                                              | 25. září 1995      | 5. března 1996    |
| 25           | 3         | A Coupla Stiffs              |             | Jerry London       | John Tinker                                              | 2. října 1995      | 12. března 1996   |
| 26           | 4         | Every Day a Little Death     |             | James Frawley      | Patricia Green                                           | 9. října 1995      | 19. března 1996   |
| 27           | 5         | Wild Cards                   |             | Michael Schultz    | Sara B. Charno                                           | 16. října 1995     | 26. března 1996   |
| 28           | 6         | Who Turned Out the Lights?   |             | Joe Napolitano     | John Tinker                                              | 30. října 1995     | 2. dubna 1996     |
| 29           | 7         | From Soup to Nuts            |             | Lou Antonio        | David E. Kelley, Jennifer Levin a John Tinker            | 6. listopadu 1995  | 9. dubna 1996     |
| 30           | 8         | Leave of Absence             |             | Jeremy Kagan       | David E. Kelley                                          | 13. listopadu 1995 | 16. dubna 1996    |
| 31           | 9         | Stand                        |             | Mel Damski         | Kevin Arkadie                                            | 20. listopadu 1995 | 23. dubna 1996    |
| 32           | 10        | The Ethics of Hope           |             | Michael W. Watkins | David E. Kelley                                          | 27. listopadu 1995 | 29. dubna 1996    |
| 33           | 11        | Christmas Truce              |             | James C. Hart      | Kevin Arkadie                                            | 11. prosince 1995  | 6. května 1996    |
| 34           | 12        | Transplanted Affection       |             | Michael Dinner     | David E. Kelley                                          | 8. ledna 1996      | 13. května 1996   |
| 35           | 13        | Three Men and a Lady         |             | Thomas Schlamme    | John Tinker                                              | 15. ledna 1996     | 20. května 1996   |
| 36           | 14        | Right to Life                |             | Adam Arkin         | Patricia Green                                           | 22. ledna 1996     | 27. května 1996   |
| 37           | 15        | Hearts and Minds             |             | Martin Davidson    | John Tinker                                              | 5. února 1996      | 3. června 1996    |
| 38           | 16        | Women on the Verge           |             | Rodman Flender     | námět: Jessie Nelson a John Tinker scénář: John Tinker   | 12. února 1996     | 10. června 1996   |
| 39           | 17        | Life Lines                   |             | Dennie Gordon      | Jennifer Levin a Sara B. Charno                          | 26. února 1996     | 17. června 1996   |
| 40           | 18        | Sexual Perversity            |             | Bill D'Elia        | Jennifer Levin a Sara B. Charno                          | 11. března 1996    | 24. června 1996   |
| 41           | 19        | Sweet Surrender              |             | Michael Engler     | Mary A. Byrd                                             | 18. března 1996    | 1. července 1996  |
| 42           | 20        | The Parent Rap               |             | Arvin Brown        | Kevin Arkadie, Sara B. Charmo a Jennifer Levin           | 29. dubna 1996     | 8. července 1996  |
| 43           | 21        | Quiet Riot                   |             | Randy Roberts      | Peter Berg                                               | 6. května 1996     | 15. července 1996 |
| 44           | 22        | Ex Marks the Spot            |             | Michael W. Watkins | Kevin Arkadie a Patricia Green                           | 13. května 1996    | 22. července 1996 |
| 45           | 23        | Last One Out, Get the Lights |             | Bill D'Elia        | námět: Thomas M. Heric a John Tinker scénář: John Tinker | 20. května 1996    | vysíláno          |

### Třetí řada (1996–1997)
| Č. v seriálu | Č. v řadě | Původní název               | Český název | Režie                  | Scénář                                                                   | Premiéra v USA     | Premiéra v ČR      |
| ------------ | --------- | --------------------------- | ----------- | ---------------------- | ------------------------------------------------------------------------ | ------------------ | ------------------ |
| 46           | 1         | Out of Africa (Part 1)      |             | Bill D'Elia            | John Tinker                                                              | 16. září 1996      | 31. srpna 1998     |
| 47           | 2         | Back to the Future (Part 2) |             | Bill D'Elia            | John Tinker                                                              | 23. září 1996      | 7. září 1998       |
| 48           | 3         | Papa's Got a Brand New Bag  |             | Lou Antonio            | Dawn Prestwich a Nicole Yorkin                                           | 30. září 1996      | 14. září 1998      |
| 49           | 4         | Liver Let Die               |             | Adam Arkin             | námět: Linda Klein a John Tinker scénář: John Tinker                     | 7. října 1996      | 21. září 1998      |
| 50           | 5         | Liar, Liar                  |             | Stephen Cragg          | Jennifer Levin                                                           | 14. října 1996     | 28. září 1998      |
| 51           | 6         | Higher Powers               |             | Oz Scott               | David Amann                                                              | 21. října 1996     | 5. října 1998      |
| 52           | 7         | A Time to Kill              |             | James Frawley          | Tim Kring                                                                | 4. listopadu 1996  | 12. října 1998     |
| 53           | 8         | A Day in the Life           |             | Bill D'Elia            | Sara B. Charno                                                           | 11. listopadu 1996 | 19. října 1998     |
| 54           | 9         | Divided Loyalty             |             | Michael Schultz        | Ian Biederman                                                            | 18. listopadu 1996 | 26. října 1998     |
| 55           | 10        | V-Fibbing                   |             | Sandy Smolan           | Josh Reims                                                               | 25. listopadu 1996 | 2. listopadu 1998  |
| 56           | 11        | Mummy Dearest               |             | Martha Mitchell        | Dawn Prestwich a Nicole Yorkin                                           | 9. prosince 1996   | 9. listopadu 1998  |
| 57           | 12        | Split Decisions             |             | Randall Zisk           | Jennifer Levin                                                           | 6. ledna 1997      | 16. listopadu 1998 |
| 58           | 13        | Verdicts                    |             | James C. Hart          | David Amann                                                              | 13. ledna 1997     | 23. listopadu 1998 |
| 59           | 14        | The Day of the Rope         |             | Stephen Cragg          | Peter Berg, Kevin Ward a John Tinker                                     | 20. ledna 1997     | 30. listopadu 1998 |
| 60           | 15        | Take My Wife, Please        |             | Lou Antonio            | námět: Sara B. Charno a Josh Reims scénář: Tim Kring a Ian Biederman     | 3. února 1997      | 7. prosince 1998   |
| 61           | 16        | Missed Conception (Part 1)  |             | Michael Pressman       | Marcelle Clements                                                        | 10. února 1997     | 14. prosince 1998  |
| 62           | 17        | Mother, May I? (Part 2)     |             | Bill D'Elia            | Marcelle Clements                                                        | 17. února 1997     | 28. prosince 1998  |
| 63           | 18        | Growing Pains               |             | Jim Charleston         | Sara B. Charno                                                           | 10. března 1997    | 4. ledna 1999      |
| 64           | 19        | The Son Also Rises          |             | James R. Bagdonas      | Tim Kring                                                                | 17. března 1997    | 11. ledna 1999     |
| 65           | 20        | Second Chances              |             | Jesus Salvador Trevino | Ian Biederman                                                            | 7. dubna 1997      | 18. ledna 1999     |
| 66           | 21        | Positive I.D.'s             |             | James C. Hart          | Jennifer Levin a David Amann                                             | 13. dubna 1997     | 25. ledna 1999     |
| 67           | 22        | Leggo My Ego                |             | Lou Antonio            | námět: Josh Reims scénář: Sara B. Charno, Nicole Yorkin a Dawn Prestwich | 21. dubna 1997     | 1. února 1999      |
| 68           | 23        | Colonel of Truth            |             | Peter Berg             | námět: Jennifer Levin a Mary A. Byrd scénář: Tim Kring a Robert Burgos   | 28. dubna 1997     | 8. února 1999      |
| 69           | 24        | Lamb to the Slaughter       |             | Bill D'Elia            | námět: Zachary Martin a John Tinker scénář: Alicia Martin a John Tinker  | 5. května 1997     | 15. února 1999     |
| 70           | 25        | Love on the Rocks           |             | Stephen Cragg          | námět: Josh Reims a Robert Burgos scénář: Ian Biederman a David Amann    | 12. května 1997    | 22. února 1999     |
| 71           | 26        | Hope Against Hope           |             | Bill D'Elia            | námět: Joe Blake a John Tinker scénář: Alicia Martin a John Tinker       | 19. května 1997    | 1. března 1999     |

### Čtvrtá řada (1997–1998)
| Č. v seriálu | Č. v řadě | Původní název                                               | Český název | Režie                  | Scénář                                                    | Premiéra v USA     | Premiéra v ČR      |
| ------------ | --------- | ----------------------------------------------------------- | ----------- | ---------------------- | --------------------------------------------------------- | ------------------ | ------------------ |
| 72           | 1         | Guns N' Roses                                               |             | Bill D'Elia            | John Tinker                                               | 1. října 1997      | 3. září 2000       |
| 73           | 2         | The Incredible Adventures of Baron Von Munchausen… by Proxy |             | Stephen Cragg          | Tim Kring                                                 | 8. října 1997      | 10. září 2000      |
| 74           | 3         | Brain Salad Surgery                                         |             | Bill D'Elia            | Dawn Prestwich a Nicole Yorkin                            | 15. října 1997     | 17. září 2000      |
| 75           | 4         | Sympathy for the Devil                                      |             | Lou Antonio            | Jennifer Levin                                            | 22. října 1997     | 24. září 2000      |
| 76           | 5         | …And the Hand Played On                                     |             | James C. Hart          | —                                                         | 29. října 1997     | 1. října 2000      |
| 77           | 6         | The Lung and the Restless                                   |             | David Semel            | Ian Biederman a Barbara Hall                              | 5. listopadu 1997  | 8. října 2000      |
| 78           | 7         | White Trash                                                 |             | Jesús Salvador Treviño | Josh Reims                                                | 12. listopadu 1997 | 15. října 2000     |
| 79           | 8         | Winging It                                                  |             | Oz Scott               | Dawn Prestwich a Nicole Yorkin                            | 19. listopadu 1997 | 22. října 2000     |
| 80           | 9         | Cabin Fever                                                 |             | Kristoffer Tabori      | Barbara Hall                                              | 26. listopadu 1997 | 29. října 2000     |
| 81           | 10        | All in the Family                                           |             | —                      | David Amann                                               | 10. prosince 1997  | 8. listopadu 2000  |
| 82           | 11        | On Golden Pons                                              |             | James R. Bagdonas      | —                                                         | 17. prosince 1997  | 9. listopadu 2000  |
| 83           | 12        | Broken Hearts                                               |             | Sandy Smolan           | —                                                         | 7. ledna 1998      | 10. listopadu 2000 |
| 84           | 13        | Memento Mori                                                |             | Michael Schultz        | —                                                         | 14. ledna 1998     | 13. listopadu 2000 |
| 85           | 14        | Psychodrama                                                 |             | Patrick R. Norris      | Jennifer Levin                                            | 21. ledna 1998     | 14. listopadu 2000 |
| 86           | 15        | The Ties That Bind                                          |             | John Heath             | —                                                         | 4. února 1998      | 15. listopadu 2000 |
| 87           | 16        | The Things We Do for Love                                   |             | Christine Lahti        | —                                                         | 4. března 1998     | 16. listopadu 2000 |
| 88           | 17        | Liver, Hold the Mushrooms                                   |             | Kenny Ortega           | Remi Aubuchon                                             | 11. března 1998    | 20. listopadu 2000 |
| 89           | 18        | Waging Bull                                                 |             | Bill D'Elia            | Kerry Lenhart a John J. Sakmar                            | 18. března 1998    | 21. listopadu 2000 |
| 90           | 19        | Objects are Closer Than They Appear                         |             | Frank De Palma         | David Amann                                               | 25. března 1998    | 22. listopadu 2000 |
| 91           | 20        | Deliverance                                                 |             | Rob Corn               | —                                                         | 1. dubna 1998      | 23. listopadu 2000 |
| 92           | 21        | Bridge over Troubled Watters                                |             | Patrick R. Norris      | Remi Aubuchon                                             | 8. dubna 1998      | 24. listopadu 2000 |
| 93           | 22        | Risky Business (Part 1)                                     |             | Martha Mitchell        | —                                                         | 29. dubna 1998     | 27. listopadu 2000 |
| 94           | 23        | Absent Without Leave (Part 2)                               |             | —                      | —                                                         | 6. května 1998     | 28. listopadu 2000 |
| 95           | 24        | Physician, Heal Thyself                                     |             | Lou Antonio            | námět: Barbara Hall a Ian Biederman scénář: Ian Biederman | 13. května 1998    | 29. listopadu 2000 |

### Pátá řada (1998–1999)
| Č. v seriálu | Č. v řadě | Původní název                  | Český název | Režie               | Scénář                         | Premiéra v USA     | Premiéra v ČR      |
| ------------ | --------- | ------------------------------ | ----------- | ------------------- | ------------------------------ | ------------------ | ------------------ |
| 96           | 1         | Sarindipity                    |             | Bill D'Elia         | Dawn Prestwich a Nicole Yorkin | 30. září 1998      | 30. listopadu 2000 |
| 97           | 2         | Austin Space                   |             | Stephen Cragg       | Jan Oxenberg                   | 7. října 1998      | 1. prosince 2000   |
| 98           | 3         | Wag The Doc                    |             | James C. Hart       | Ian Biederman                  | 14. října 1998     | 4. prosince 2000   |
| 99           | 4         | The Breast And The Brightest   |             | Martha Mitchell     | —                              | 21. října 1998     | 5. prosince 2000   |
| 100          | 5         | One Hundred and One Damnations |             | —                   | —                              | 28. října 1998     | 6. prosince 2000   |
| 101          | 6         | Viagra-Vated Assault           |             | Rob Corn            | Josh Reims                     | 4. listopadu 1998  | 7. prosince 2000   |
| 102          | 7         | Austin, We Have A Problem      |             | Lou Antonio         | Remi Aubuchon                  | 11. listopadu 1998 | 8. prosince 2000   |
| 103          | 8         | The Other Cheek                |             | Bill D'Elia         | —                              | 18. listopadu 1998 | 11. prosince 2000  |
| 104          | 9         | Tantric Turkey                 |             | John Heath          | —                              | 25. listopadu 1998 | 12. prosince 2000  |
| 105          | 10        | Gun With The Wind              |             | Sandy Smolan        | —                              | 9. prosince 1998   | 13. prosince 2000  |
| 106          | 11        | McNeil and Pray                |             | James R. Bagdonas   | —                              | 16. prosince 1998  | 14. prosince 2000  |
| 107          | 12        | Adventures in Babysitting      |             | —                   | —                              | 13. ledna 1999     | 15. prosince 2000  |
| 108          | 13        | Karmic Relief                  |             | Adam Arkin          | —                              | 20. ledna 1999     | 18. prosince 2000  |
| 109          | 14        | Playing Through                |             | Kenny Ortega        | —                              | 3. února 1999      | 19. prosince 2000  |
| 110          | 15        | Big Hand For The Little Lady   |             | Rob Corn            | —                              | 10. února 1999     | 20. prosince 2000  |
| 111          | 16        | Home Is Where The Heartache Is |             | Oz Scott            | Josh Reims                     | 17. února 1999     | 21. prosince 2000  |
| 112          | 17        | A Goy and His Dog              |             | Richard E. Gershman | Remi Aubuchon                  | 10. března 1999    | 2. ledna 2001      |
| 113          | 18        | Teacher's Pet                  |             | John Heath          | —                              | 24. března 1999    | 3. ledna 2001      |
| 114          | 19        | Vanishing Acts                 |             | —                   | —                              | 31. března 1999    | 4. ledna 2001      |
| 115          | 20        | From Here To Maternity         |             | Mark Harmon         | —                              | 14. dubna 1999     | 5. ledna 2001      |
| 116          | 21        | And Baby Makes 10              |             | Martha Mitchell     | —                              | 21. dubna 1999     | 8. ledna 2001      |
| 117          | 22        | Kiss Of Death                  |             | James R. Bagdonas   | —                              | 28. dubna 1999     | 9. ledna 2001      |
| 118          | 23        | The Heavens Can Wait           |             | Stephen Cragg       | —                              | 17. května 1999    | 10. ledna 2001     |
| 119          | 24        | Curing Cancer                  |             | Bill D'Elia         | David E. Kelley                | 19. května 1999    | 11. ledna 2001     |

### Šestá řada (1999–2000)
| Č. v seriálu | Č. v řadě | Původní název                       | Český název | Režie            | Scénář                          | Premiéra v USA     | Premiéra v ČR   |
| ------------ | --------- | ----------------------------------- | ----------- | ---------------- | ------------------------------- | ------------------ | --------------- |
| 120          | 1         | Team Play                           |             | Lou Antonio      | David E. Kelley                 | 23. září 1999      | 1. června 2005  |
| 121          | 2         | Y'Gotta Have Heart                  |             | Michael Pressman | Gardner Stern                   | 30. září 1999      | 2. června 2005  |
| 122          | 3         | Oh What a Piece of Work Is Man      |             | —                | —                               | 7. října 1999      | 3. června 2005  |
| 123          | 4         | Vigilance and Care                  |             | —                | —                               | 14. října 1999     | 6. června 2005  |
| 124          | 5         | Humpty Dumpty                       |             | Peter Levin      | Linda McGibney                  | 21. října 1999     | 7. června 2005  |
| 125          | 6         | Upstairs, Downstairs                |             | David Hugh Jones | —                               | 28. října 1999     | 8. června 2005  |
| 126          | 7         | White Rabbit                        |             | —                | —                               | 11. listopadu 1999 | 9. června 2005  |
| 127          | 8         | The Heart to Heart                  |             | Rob Corn         | —                               | 18. listopadu 1999 | 10. června 2005 |
| 128          | 9         | The Golden Hour                     |             | Joan Tewkesbury  | Randy Anderson                  | 9. prosince 1999   | 13. června 2005 |
| 129          | 10        | Hanlon's Choice                     |             | Steve Gomer      | Marjorie David                  | 6. ledna 2000      | 14. června 2005 |
| 130          | 11        | Faith, Hope & Surgery               |             | Adam Arkin       | —                               | 13. ledna 2000     | 15. června 2005 |
| 131          | 12        | Letting Go                          |             | Tony Bill        | —                               | 20. ledna 2000     | 16. června 2005 |
| 132          | 13        | Boys Will Be Girls                  |             | John Heath       | Linda McGibney                  | 3. února 2000      | 17. června 2005 |
| 133          | 14        | Gray Matters                        |             | —                | —                               | 10. února 2000     | 20. června 2005 |
| 134          | 15        | Painful Cuts                        |             | —                | —                               | 17. února 2000     | 21. června 2005 |
| 135          | 16        | Simon Sez                           |             | Jay Tobias       | —                               | 24. února 2000     | 22. června 2005 |
| 136          | 17        | Cold Hearts                         |             | Robert Berlinger | —                               | 30. března 2000    | 23. června 2005 |
| 137          | 18        | Devoted Attachment                  |             | Jerry Levine     | Henry Bromell                   | 6. dubna 2000      | 24. června 2005 |
| 138          | 19        | Miller Time                         |             | —                | David E. Kelley a Henry Bromell | 13. dubna 2000     | 27. června 2005 |
| 139          | 20        | Thoughts of You                     |             | Bill D'Elia      | Henry Bromell a Linda McGibney  | 20. dubna 2000     | 28. června 2005 |
| 140          | 21        | Everybody's Special at Chicago Hope |             | Mark Harmon      | —                               | 27. dubna 2000     | 29. června 2005 |
| 141          | 22        | Have I Got a Deal For You           |             | Rob Corn         | Marjorie David a Chris Mundy    | 4. května 2000     | 30. června 2005 |